# Calamagrostis coarctata
Calamagrostis coarctata là một loài thực vật có hoa trong họ Hòa thảo. Loài này được Eaton mô tả khoa học đầu tiên năm 1829.

## Hình ảnh

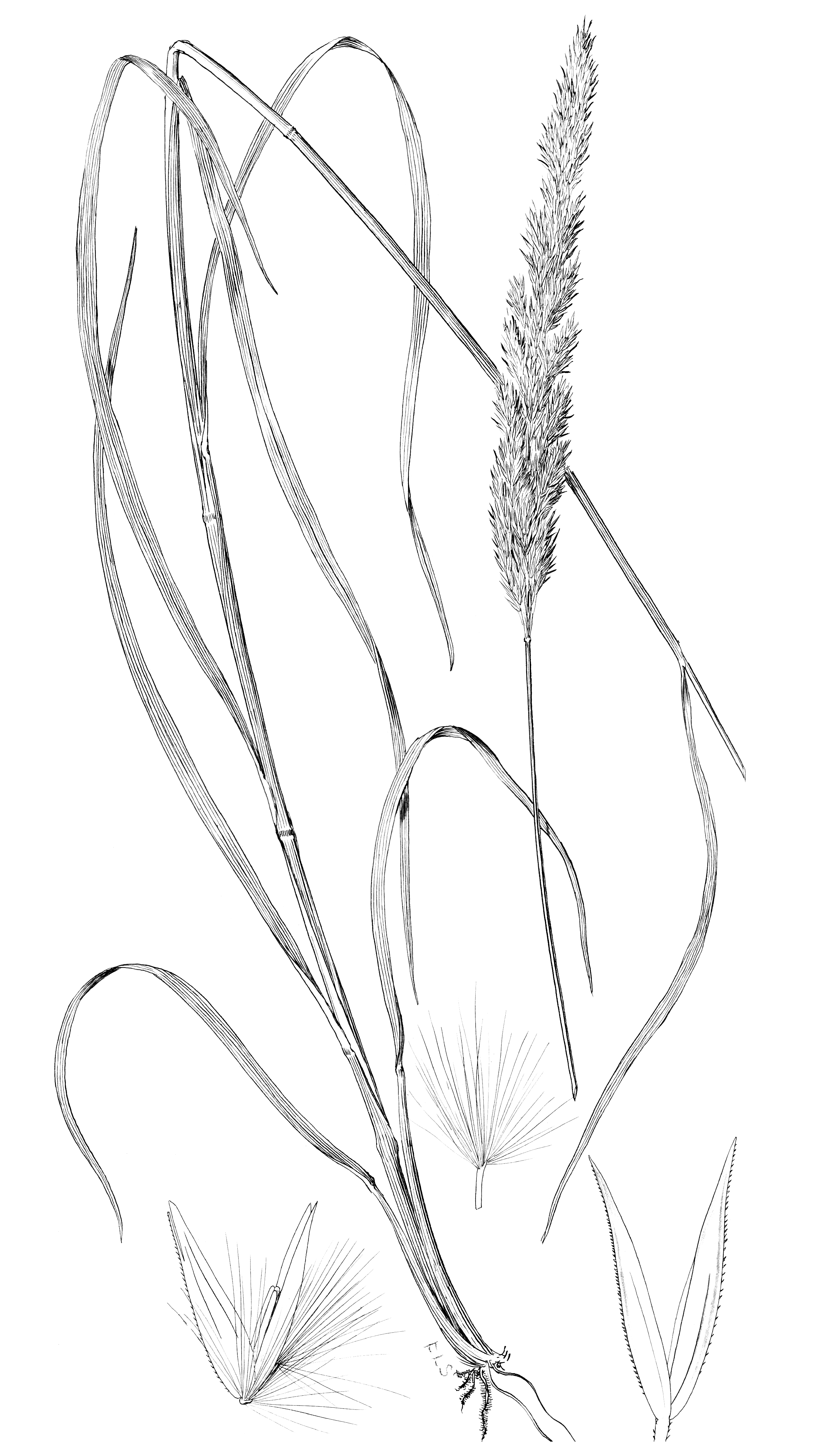